# Hans Ulrich Lehmann
Hans Ulrich Lehmann, né le 4 mai 1937 à Bienne, mort le 26 janvier 2013 à Zollikerberg, dans le canton de Zurich, est un compositeur suisse.